# Neolechia gamma
Neolechia gamma är en fjärilsart som beskrevs av Diakonoff 1948. Neolechia gamma ingår i släktet Neolechia och familjen stävmalar. Inga underarter finns listade i Catalogue of Life.